# Перихореза
Перихореза (грчки - περιχωρησις, латински - circumincessio прожимање, заједничко борављење) представља кретање у љубави и међупрожимање ипостаси у унутрашњости тројичнога живота Свете Тројице.
Бог је један по својој суштини и постоји тројично у својим ипостасима у савршеном заједничком животу. Божанство ипак није сложена природа од три хипостазе, него је једна суштина у трима савршеним ипостасима.
У Богу, дакле, постоји једна суштина, једна воља и једно делање. Божанство чини савршено јединство, али се оно не ограничава и не затвара се у једно лице. Значи, битише јединствено. Бог има Тројични начин постојања. Отац, Син и Дух Свети имају сопствену ипостас, крећући се једна према другој тако да се свака отвара другој без утапања, мешања или сливања, него кроз узајамно поседовање. Три ипостаси постоје једна у другој у стању кретања, а то спојено унутрашње кретање у љубави јесте перихореза; јер божанство битише јединствено, перихоретично, сапостојећи Тројично. Зато кад кажемо „Света Тројица“ мислимо на Три хипостазе које се налазе једна у другој и узајамно опште, једна се с другом сусрећу не мешајући и не укидајући сопствене хипостазне разлике.
У Томосу који је издао Цариградски сабор 1285. године, а који одбацује тзв. унију коју је наметнуо Лионски сусрет (1274), Григорије (Георгије Кипарски), патријарх цариградски, објашњава исхођење (εκπορεθσις) Духа полазећи од монархије Оца, али инсистирајући на узајамности (περιχωρησις) Духа и Сина. Дух исходи од Оца, али сија и манифестује се кроз Сина.